# 默里雪原
54°9′S 37°9′W / 54.150°S 37.150°W
默里雪原（德語：Murray-Schneefeld），是南極洲的雪原，位於南喬治亞島，處於波塞申灣以南3.7公里，由德國探險隊命名，該雪原現時由英國海外領土管轄。